# Capellán castrense

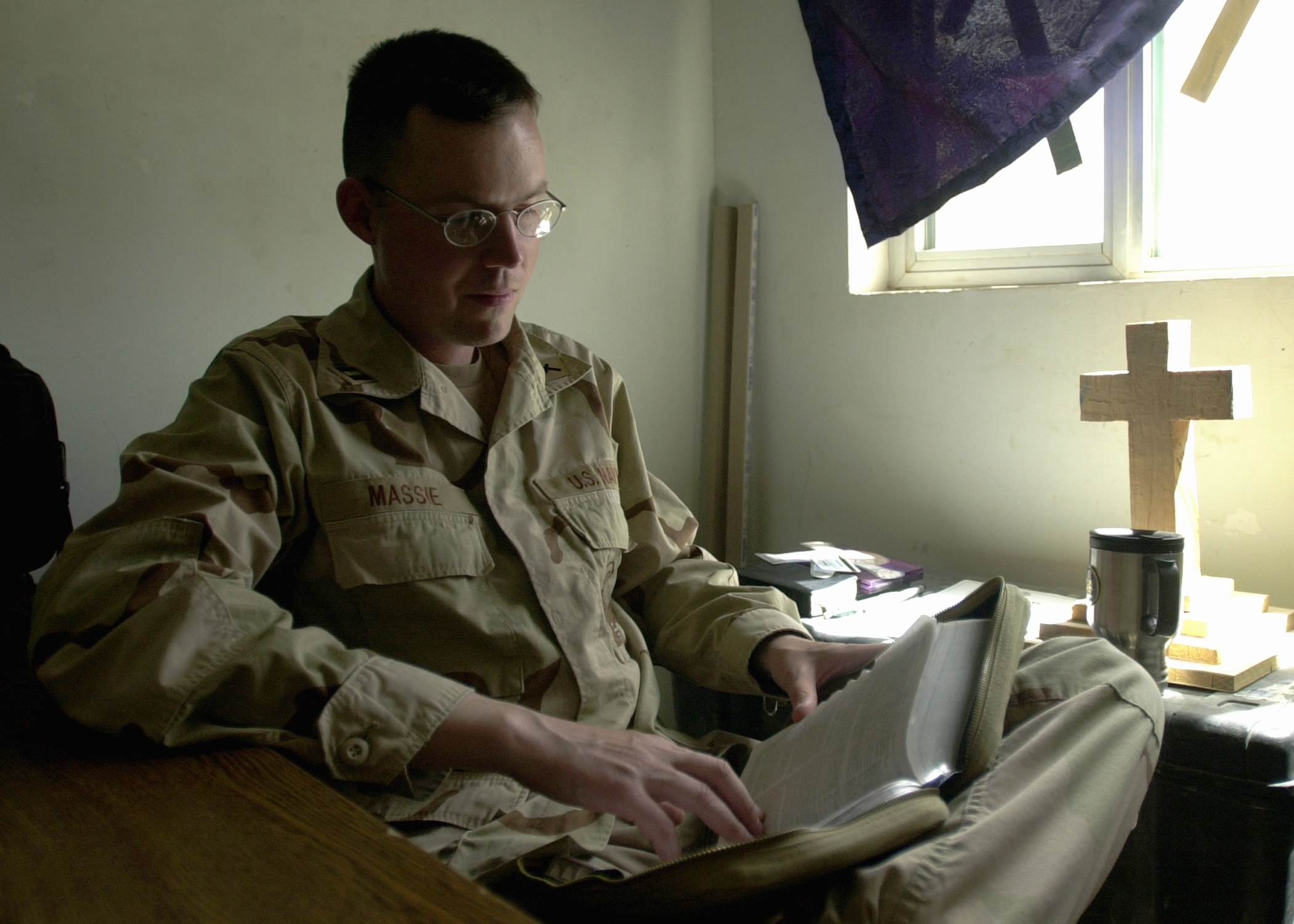
Capellán castrense

Un capellán castrense es un sacerdote destinado a ejercer las funciones de su ministerio en un regimiento o batallón.
Desde los siglos más remotos se ven capellanes entre las tropas pues los ejércitos antiguos tenían sacerdotes para hacer los sacrificios y para sacar de ellos los pronósticos. Hallamos en el concilio de Escines, (era el Palacio de los Reyes de Austrasia) celebrado en tiempo de Childerico III y en el de Carlomán, Alcaide del Palacio, año de 743, que cuando los ejércitos estaban en campaña el Príncipe llevaba consigo uno o dos obispos con sus capellanes y algunos de sus sacerdotes y que cada jefe debía tener uno para la tropa de su mando. Dice Carloman, en el segundo Canon:

Prohibimos a todos aquellos que están consagrados al servicio de Dios, el llevar armas, combatir o ir al ejército y contra el enemigo. Exceptuamos solamente a los que hayan sido elegidos para celebrar la misa y conducir las reliquias de los Santos, esto es, uno, o dos Obispos con sus capellanes y Sacerdotes que el Príncipe lleva consigo; y que cada Comandante tenga también un Sacerdote para confesar los soldados, imponerles penitencias, etc. (Daniel. mil. franc. tom. 1. p. 35.)

Los Capellanes tienen una capilla que les da el Rey. Instruyen los soldados, celebran la Santa Misa y hacen los demás ejercicios espirituales en el regimiento, como un Cura Párroco en su parroquia. Por una Ordenanza de 15 de diciembre de 1681, les estaba prohibido en Francia, bajo la pena de ser castigados como factores y cómplices del crimen de rapto, el celebrar matrimonio entre los soldados de su regimiento y las hijas o mujeres domiciliadas en las ciudades o plazas donde están de guarnición y en las cercanías por ningún motivo, ni pretexto.

## Capellán mayor de los ejércitos
Tan antigua es la institución de capellán mayor de los ejércitos como la del procapellán de la Real capilla. San Martín fue el primer capellán del rey suevo y católico Teodorico. No enumeraremos los grandes privilegios que han concedido los sumos pontífices: nos contentaremos solo con referir los contenidos en la bula concedida por el Papa Clemente XIII, en 10 de marzo de 1762 a petición de Carlos III.
Según ella el capellán mayor tiene facultad y puede subdelegarla a los capellanes del ejército dependientes de él: 
1. Para administrar todos los sacramentos de la Iglesia, aunque sean aquellos que no se han acostumbrado administrar sino por los curas de las iglesias parroquiales, fuera de la confirmación y órdenes, si el mismo subdelagado o que se haya de subdelegar no tuviere el carácter episcopal o el dicho capellán mayor no puede por sí mismo administrar dichos sacramentos de confirmación y órdenes y para hacer todas las funciones y oficios parroquiales.
2. Para celebrar misa una hora antes de amanecer y otra después del mediodía; y si urge la necesidad, aunque sea fuera de iglesia en cualquier sitio decente, aunque sea al raso o debajo de tierra, y siendo totalmente grave la necesidad, dos veces al día; si no hubiere consumido la ablución en la primera misa y estuviere en ayunas y asimismo sobre altar portátil, aunque no sea entero o esté quebrado o maltratado y sin reliquias de santos; y finalmente, si no se pudiere celebrar de otra suerte y no se temiere peligro de sacrilegio, escándalo e irreverencia, aunque sea estando presentes herejes y otros excomulgados, con tal que el que ayude a la misa no sea hereje o excomulgado.
3. Para conceder indulgencia plenaria y remisión de todos sus pecados a los que la primera vez se convierten de herejía o cisma y asimismo a cualquier otro fiel cristiano de ambos sexos pertenecientes a los sobredichos ejércitos, en el artículo de la muerte, estando al menos contritos, si no pudieren confesar; y también en los días de las festividades del Nacimiento de Nuestro Señor Jesucristo, Pascua de Resurrección, y Asunción de la Inmaculada Virgen María, si verdaderamente arrepentidos confesaren y comulgaren.
4. Para conceder a los que en cada uno de los domingos y otros días de fiesta de precepto asistieren a sus sermones, diez años de remisión en la acostumbrada forma de la Iglesia, de las penas impuestas a ellos u de otra cualquiera manera debidas y para ganar ellos mismos las mismas indulgencias.
5. En lunes de cualquier semana, no impedido con oficio de nueve lecciones, o estándolo en el día inmediato siguiente para celebrar misa de Réquiem en cualquier altar, aunque sea portátil, si de otra suerte no se pudiese celebrar y por su aplicación, por medio de sufragio, librar de las penas del purgatorio el alma de alguno de los que hayan muerto en gracia de Dios, de dichos ejércitos, según la intención del celebrante.
6. Para llevar (si están en parajes donde se tema peligro de sacrilegio e irreverencia por los herejes e infieles) el Santísimo Sacramento de la Eucaristía a los enfermos ocultamente, sin luz y tenerlo sin ella para los enfermos en dichos casos pero en sitio proporcionado y decente.
7. Para vestirse (si alguna vez están en parajes por los cuales no pudiesen pasar de otra manera o residir en ellos por los insultos de los herejes e infieles) con vestidos de seglares, aunque sean sacerdotes y aun regulares.
8. Para bendecir cualquier vaso, tabernáculo, vestidura, recado y ornamento eclesiástico y otras cosas necesarias y pertenecientes al culto divino para el servicio de los mismos ejércitos solamente, exceptuados aquellos vasos en que se debe llevar la santa unción, si el subdelegado no estuviese autorizado con la dignidad episcopal.
9. Para reconciliar las iglesias y capillas, cementerios y oratorios de cualquier modo violados, en aquellos parajes en que dichos ejércitos hicieren estancia si no se pudiere cómodamente recurrir a los ordinarios de las diócesis, bendita el agua primero por algún obispo católico, como se acostumbra y siendo muy urgente la necesidad para que se puedan celebrar misas los domingos y otros días de fiesta, aunque no esté bendita el agua por el mencionado obispo.
10. Además de esto, para que dicho capellán mayor pueda ejercer por sí o por otro u otros presbíteros, que él subdelegare, virtuosos e idóneos, prácticos en el fuero eclesiástico por atestiguación e informe de sus ordinarios u otras personas fidedignas, que deberá pedir sobre esto el mismo capellán mayor toda y cualquier jurisdicción eclesiástica con aquellos que sirvan en dichos ejércitos, durante el tiempo de su servicio, para la administración de los sacramentos, espiritual cuidado y dirección de las almas, sean clérigos o presbíteros seculares o regulares y aun de cualquier orden mendicante como si para con los clérigos seculares fuesen sus verdaderos prelados y pastores y para con los regulares, sus superiores generales.
11. Para oír y conclusas debidamente, terminar todas los cláusulas eclesiásticas profanas, civiles, criminales y mixtas entre o contra las sobredichas y otras personas existentes en los referidos ejércitos, tocantes de cualquier manera al fuero eclesiástico; y también sumaria, simple y llanamente, sin estruendo y figura de juicio, atendiendo a sola la verdad del hecho; y para preceder contra cualquier desobediente por censuras y penas eclesiásticas, agravarlas y reagravarlas también muchas veces e implorar el auxilio del brazo seglar.
12. Y asimismo para conceder a todos los fieles cristianos que están en dichos ejércitos licencia para comer huevos, queso, manteca y otros lacticinios y también carnes en los días de Cuaresma y otros tiempos del año, en que la comida de aquellas cosas está prohibida exceptuados en cuanto a las carnes el viernes y sábado de cada semana y toda la Semana Santa.
13. Y si acontece que se contraiga matrimonio entre personas, una de las cuales sea militar o pertenezca a dichos ejércitos y resida allí con motivo de las sobredichas estancias y la otra sea súbdita del párroco del lugar; en tal caso, ni el párroco sin dicho presbítero, ni éste sin el párroco asista a la celebración del tal matrimonio o dé la bendición; sino ambos junta e igualmente reciban y dividan entre sí los emolumentos de la estola, si se acostumbran percibir algunos, lícitamente.
14. Y finalmente, para conmutar, libertar, dispensar y absolver respectivamente, según y como es lícito y permitido hacer a los obispos ordinarios de las diócesis, según los sagrados cánones y decretos del Concilio Tridentino, en cuanto a los votos o juramentos, irregularidades y censuras eclesiásticas, esto es, excomuniones, suspensiones y entredicho y asimismo en cuanto a la omisión de todas o alguna de las proclamas, que deberían haber precedido a los matrimonios que se hubieren de contraer por personas que pertenecen a dichos ejércitos y están con ellos.[2]